# カーク・ハメット
カーク・ハメット（Kirk Hammett、英語: Kirk Lee Hammett、1962年11月18日 - ）は、アメリカのミュージシャン。メタリカのギタリスト。サンフランシスコ出身。

## 来歴
フィリピンのセブ島からの移民である母と、米国商船隊員を務めていたアイルランド系アメリカ人の父との間に生まれる。プライマスのベーシストであるレス・クレイプールは、高校時代からの友人である。
ジェフ・ベックやシン・リジィ、UFOの影響でギターを手にし、その後ジョー・サトリアーニに師事する。その後はエクソダスを結成。
1983年にデイヴ・ムステインと入れ替わる形でメタリカに加入。その時のエピソードとして、本人は「エイプリル・フールに連絡が来てね。最初は冗談かと思ったよ。」と語っている。加入が余りにも急遽であったため、加入後1年ほどは、メタリカでの自分の立場を、サポートメンバーなのか正式メンバーなのかはっきりわかっていなかった。
2005年にサンタナのアルバム『オール・ザット・アイ・アム』にゲスト参加。
2022年4月に初のソロEP『Portals』を発表。同作には、エドウィン・アウトウォーター、LAフィルハーモニー管弦楽団、ジョン・セオドア、ボブ・ロック、ブレイク・ニーリー、エイブラハム・ラボリエルなどが参加。収録曲（全4曲）は全てインスト曲となっており、自らがプロデュースを担当している。10月6日には、ロックバンド・ジャーニーのツアー「Freedom Tour 2022」のハワイ・ホノルル公演にゲスト出演し、メタリカの「Enter Sandman」やHSAS（ニール・ショーンのプロジェクト）の「My Hometown」を織り交ぜた特別アレンジの「Wheel In The Sky」をジャーニーのメンバーと共に披露した。

## 人物
身長172cm。古いホラー映画とアニメ、特撮が好きで、自宅には何千冊ものマンガがあり、グッズもかなりの数を所有している。「ウルトラマン」や「仮面ライダー」「鉄腕アトム」「ゲゲゲの鬼太郎」などといった日本のアニメも好み、特に「デビルマン」のファン。来日公演の際、ファンから「北斗の拳」のフィギュアを貰い、大喜びしている映像がある。彼が使用するESP製のメインギター群の中にも『MUMMY』と呼ばれる古いホラー映画『ミイラ再生』（原題The Mummy 主演ボリス・カーロフ 1932年作品）のペイントを施されたギターなど、彼の趣味嗜好が反映されたカスタムギターが複数存在し、実際にライブやレコーディングで使用している。
ステージでは、よくアイラインを引いて登場する。
またサーフィンを趣味としており、「一年中いつでもサーフィンを楽しみたいから」という理由でロサンゼルスの邸宅を引き払い、ハワイに移住する程熱を入れている。

## 音楽性・奏法
「ローリング・ストーンの選ぶ歴史上最も偉大な100人のギタリスト」において2003年は第11位、2011年の改訂版では削除された。
メタリカのレパートリーの多くで、ギターソロにおいてワウペダルを用いている。メタリカ自体の音楽性の変遷にも関わらず、自身は一貫してキャッチーなプレイを貫いてきた。
レコーディング時は、正確かつスピーディーなリフ、メロディアスなソロを奏でるものの、ライブではプレイにムラがあり、ジェイムズのリフワークとは裏腹なリズムのズレやミスピッキングが散見されるステージも多い。若かりし頃はレコーディング時のプレイを忠実に再現するよう努めていたが、年を重ねる毎にそうしたこだわりは薄れ、曲のコード進行やスケールから故意に外したアドリブをギターソロに組み込んだりと、自由で伸び伸びとしたプレイスタイルをとるようになった。
嗜好する音楽は、メタルのみに固執することなく、ロバート・ジョンソンやスティーヴィー・レイ・ヴォーンのようなブルース、ジョン・コルトレーンやチェット・ベイカー等のジャズ、デヴィッド・ボウイ、エイドリアン・ブリューやレディオヘッドといった前衛性の強いアーティストを愛好する等、懐の深い音楽面の影響がフレーズの端々から現れる。彼のギターテクニックや音楽性は、正にこれらの懐の深さから作られたといえる。

### 使用機材
フェンダーのストラトキャスターの1978年版モデルのレプリカを手にして以来、様々なモデルを手にしたが、最終的にギブソン・フライングVに落ち着いた。
ギターは、ESPのシグネイチャー・モデルを主に使用している。また、ゲイリー・ムーアがピーター・グリーンから購入した1959年製ギブソン・レスポール「Greeny」を所有している。彼曰く「どうしても金に困った友人がこのギターを買ってくれと言って来たから、意外な程安い値段で手に入れることが出来た」由の発言をしている。スタジオで使用している他、稀にステージでも使用することがある。

## 作品

### ソロ
EP
- Portals（2022年）